# Doxocopa floris
Doxocopa floris är en fjärilsart som beskrevs av Hans Fruhstorfer 1907. Doxocopa floris ingår i släktet Doxocopa och familjen praktfjärilar. Inga underarter finns listade i Catalogue of Life.